# Cynane
Cynane, Cinnane o Cinane di Macedonia (in greco antico: Kυνάνη?, Kynánē; 359 a.C. – 323 a.C.), è stata una nobile macedone antica.

## Biografia
Era figlia del re Filippo II di Macedonia e di Audata, principessa degli Illiri. Fu quindi sorellastra di Alessandro Magno.
Audata addestrò la figlia all'equitazione, alla caccia e alla lotta come voleva la tradizione illirica.
Suo padre la diede in sposa a suo cugino Aminta IV di Macedonia, di cui rimase vedova nel 336 a.C.. L'anno seguente Alessandro promise la mano della sorellastra a Langaro re degli Agriani, come ricompensa per i suoi servigi. Tuttavia il promesso sposo si ammalò e morì poco dopo.
Cynane rimase non maritata e si occupò lei stessa dell'educazione della figlia, Euridice Adea che si disse abbia addestrato agli esercizi marziali. Quando il suo fratellastro Filippo III Arrideo fu eletto re nel 323 a.C., Cynane cercò di fargli sposare Euridice e si mise in viaggio attraversando l'Asia. Il suo progetto allarmò Perdicca e Antipatro. Perdicca mandò suo fratello Alceta sulle sue tracce per ucciderla. L'esercito di Alceta si dichiarò contrario al progetto omicida ma Alceta lo portò a compimento ed uccise Cynane che andò incontro al proprio destino con indomito spirito.
Il matrimonio tra Filippo III ed Euridice II ebbe luogo ma vennero entrambi uccisi da Olimpiade d'Epiro (Euridice costretta al suicidio). Nel 316 a.C. Cassandro I, dopo aver sconfitto Olimpiade, fece tumulare insieme Cynane, Euridice e Filippo al cimitero reale di Vergina. Una ipotesi minore è che la donna sepolta con alcune armi nella tomba di Filippo II possa essere non Meda di Odessa o Euridice II, ma Cinane stessa in quanto figlia di Filippo II.